# Mário Coluna
Mário Esteves Coluna (dit O Monstro Sagrado - le monstre sacré), né le 6 août 1935 à Inhaca (en) (près de Lourenço-Marquès ancien nom de Maputo la capitale du Mozambique, alors colonie lusitanienne) et mort le 25 février 2014 à Maputo, est un footballeur portugais, ayant occupé le poste de milieu offensif au Benfica Lisbonne et en sélection du Portugal. Il était le fidèle coéquipier d’un certain Eusébio.
Il est président de la Fédération mozambicaine de football à l’indépendance de cet état après 1975, créant alors une Académie de football à Namaacha pour les jeunes joueurs locaux, puis il devient Ministre de la Culture et des Sports de 1994 à 1999. Il est aussi membre du comité exécutif de la Coupe d'Afrique des nations.

## Statistiques de joueur
| Saison    | Club                      | Division | Matches | Buts |
| --------- | ------------------------- | -------- | ------- | ---- |
| 1954      | Sporting Lourenço Marques | I        |         |      |
| 1954-1955 | Benfica Lisbonne          | I        | 26      | 14   |
| 1955-1956 | Benfica Lisbonne          | I        | 26      | 11   |
| 1956-1957 | Benfica Lisbonne          | I        | 20      | 5    |
| 1957-1958 | Benfica Lisbonne          | I        | 24      | 6    |
| 1958-1959 | Benfica Lisbonne          | I        | 25      | 8    |
| 1959-1960 | Benfica Lisbonne          | I        | 23      | 10   |
| 1960-1961 | Benfica Lisbonne          | I        | 24      | 4    |
| 1961-1962 | Benfica Lisbonne          | I        | 24      | 6    |
| 1962-1963 | Benfica Lisbonne          | I        | 26      | 2    |
| 1963-1964 | Benfica Lisbonne          | I        | 23      | 2    |
| 1964-1965 | Benfica Lisbonne          | I        | 23      | 8    |
| 1965-1966 | Benfica Lisbonne          | I        | 22      | 3    |
| 1966-1967 | Benfica Lisbonne          | I        | 19      | 2    |
| 1967-1968 | Benfica Lisbonne          | I        | 20      | 3    |
| 1968-1969 | Benfica Lisbonne          | I        | 24      | 3    |
| 1969-1970 | Benfica Lisbonne          | I        | 15      | 1    |
| 1970-1971 | Olympique lyonnais        | I        | 19      | 2    |
| 1971-1972 | Olympique lyonnais        | I        | 0       | 0    |

## Palmarès et distinctions

### Palmarès de joueur

#### EnÉquipe du Portugal
- 57 sélections entre 1955 et 1968 (8 buts)
- Troisième de la Coupe du Monde en 1966 (et capitaine des Magriços ; il joue aussi la petite finale)

#### En club
- Vainqueur de la Coupe d’Europe des Clubs Champions en 1961 et 1962 avec le SL Benfica (inscrivant un but dans chaque finale)
- Finaliste de la Coupe d’Europe des Clubs Champions en 1963, 1965 et 1968 avec le SL Benfica
- Finaliste de la Coupe Intercontinentale en 1961 et 1962 avec le SL Benfica
- Champion du Portugal en 1955, 1957, 1960, 1961, 1963, 1964, 1965, 1967, 1968 et 1969 avec le SL Benfica
- Vice-champion du Portugal en 1956, 1959, 1966 et 1970 avec le SL Benfica
- Vainqueur de la Coupe du Portugal en 1955, 1957, 1959, 1962, 1964 et 1969 avec le SL Benfica
- Finaliste de la Coupe du Portugal en 1958 et 1965 avec le SL Benfica
- Finaliste de la Coupe de France en 1971 avec l'Olympique lyonnais

#### Divers
- 1 sélection dans l'équipe FIFA en 1967

### Palmarès d'entraîneur
- Champion du Mozambique en 1976 avec le Textáfrica de Chimoio (1re édition de l'épreuve)
- Champion du Mozambique en 1982 avec le Ferroviário de Maputo
- Vainqueur de la Coupe du Mozambique en 1984 avec le Ferroviário de Maputo
- Finaliste de la Coupe du Mozambique en 1982 avec le Ferroviário de Maputo

### Distinctions personnelles
- Nommé parmi les 100 meilleurs joueurs du XXe siècle par l'IFFHS, et par Placar (no 67)
- Ordre Eduardo Mondlane du Mozambique (de 3e grandeur en 2005)